# Rajd Maroka 1971
Rajd Maroka 1971 (14. Rallye du Maroc) – rajd samochodowy rozgrywany w Maroku od 28 kwietnia do 1 maja 1971 roku. Była to piąta runda Międzynarodowych Mistrzostw Producentów w roku 1971. Rajd został rozegrany na nawierzchni szutrowej i asfaltowej.

## Wyniki końcowe rajdu[1]
| Msc. | Kierowca            | Pilot              | Samochód            | Czas     | Strata    |
| ---- | ------------------- | ------------------ | ------------------- | -------- | --------- |
| 1.   | Jean Deschaseaux    | Jean Plassard      | Citroën SM Maserati | 15:56:35 | -         |
| 2.   | Guy Chasseuil       | Christian Baron    | Peugeot 504 Ti      | 16:22:37 | +26:02    |
| 3.   | Bernard Consten     | Stanislas Motte    | Citroën DS 21       | 17:26:04 | +1:29:29  |
| 4.   | Bob Neyret          | Jacques Terramorsi | Citroën DS 21       | 19:09:26 | +3:12:51  |
| 5.   | Raymond Touroul     | Jean-Louis Gama    | Porsche 911 S       | 19:33:38 | +3:37:03  |
| 6.   | Lionel Raudet       | Jacques Goursolas  | Peugeot 404         | 22:11:14 | +6:14:39  |
| 7.   | Jacques Osstyn      | Jean Kerguen       | Volvo 142           | 23:44:05 | +7:47:30  |
| 8.   | Claude Laurent      | Jacques Marché     | DAF 55              | 25:43:47 | +9:47:12  |
| 9.   | Abdelkader Resfaoui | Mohamed Hacem      | Citroën DS 21       | 26:36:12 | +10:39:37 |